# Brachysteleum liqulatum
Brachysteleum liqulatum là một loài rêu trong họ Ptychomitriaceae. Loài này được (Mitt.) Müll. Hal. mô tả khoa học đầu tiên năm 1885.